# 275
275 је била проста година.

## Догађаји
- Цар Аурелијан гуши немире у Галији и почињу германски упаде у Галију и Рецију
- Готи почињу да врше нападе на Тракију и Малу Азију. Аурелијан почиње поход против Гота у Тракији.
- Аурелијан је убијен у близини Византиона (Турска). Аурелијан је стекао репутацију да строго кажњава корупцију, а његов секретар Ерос је под сумњом. Као резултат тога, Ерос је, плашећи се за свој живот, кривотворио списак високих официра означених за погубљење. На тај начин секретар преварио официре да убију Аурелијана, а они потом беже у Малу Азију да би избегли гнев војника.
- Марка Клаудија Тацита царска војска проглашава за цара. Његов полубрат Марко Аније Флоријан постаје преторијански префект.
- Тацит маршира у Малу Азију да би се борио против Гота и пронашао фракцију одговорну за убиство Аурелијана.
- Династија Палава почиње у јужној Индији.
- Краљ Химијара Шамар Јахриш осваја Хадрамаут, Најран и Тихаму, уједињујући територију касније познату као Јемен.

### Јануар
- 4. јануар – Папа Евтихиан наследио је папу Феликса  као 27. епископ Рима.

## Смрти
- Википедија:Непознат датум — Света мученица Агрипина - хришћанска светитељка.
- Википедија:Непознат датум — Свети мученици Конон отац и Конон син - хришћански светитељи.